# NGC 7178
NGC 7178 ist eine Spiralgalaxie vom Hubble-Typ Sb im Sternbild Südlicher Fisch. Sie ist schätzungsweise 421 Millionen Lichtjahre von der Milchstraße entfernt.
Das Objekt wurde am 31. August 1834 von dem britischen Astronomen John Herschel entdeckt.